# Hans van der Lubbe
Hans van der Lubbe (1952) is een Nederlands bassist. Van der Lubbe speelde in de Zaanse band Stampei en was daarna met zijn broer Huub en Nico Arzbach in 1981 een van de oprichters van De Dijk tot deze band eind 2022 stopte. Van der Lubbe schreef, net als de andere leden van de band, muziek voor diverse nummers van De Dijk.